# Klovpleje
Klovpleje er en dansk undervisningsfilm fra 1954, der er instrueret af Nicolai Lichtenberg efter manuskript af E.A. Fritzbøger.

## Handling
Sygelige tilstande, der kan opstå i kvægets klove, når disse ikke passes omhyggeligt. Den forkerte belastning af ledflader, som forvoksede klove forårsager. Læsioner ved skarpe fremmedlegemers indtrængen gennem sålen.